# مداد جادو
مداد جادو (به لهستانی: Zaczarowany ołówek) نام یک مجموعهٔ تلویزیونی کارتونی لهستانی است که استودیوی انیمیشن‌سازی سه-ما-فور تولید آن را از ۱۹۶۴ تا ۱۹۷۶ برعهده داشته است. قهرمان این انیمیشن بدون دیالوگ پسری است که با استفاده از مدادی جادویی که یک کوتوله در مواقع نیاز به او می‌دهد، نقاشی‌هایی را می‌کشد که به اشیای واقعی بدل می‌شوند و با استفاده از آنها به کمک دیگران می‌شتابد. یک سگ نیز این پسر را در کارهایش همراهی می‌کند. «مدادجادو» از تلویزیون ایران نیز پخش شده است.